# Declaração de importação
Declaração ou Desembaraço de Importação (DI) é o documento relativo ao processo aduaneiro de importação regular de bens e mercadorias realizado junto à Receita Federal do Brasil que formaliza e une as informações relacionadas ao processo de importação.
A declaração de importação contém a identificação do importador e a identificação, classificação, valor aduaneiro e origem da mercadoria, além de outras informações exigidas pela Receita Federal.
Outro documento similar, a Declaração ou Desembaraço Simplificado de Importação (DSI) é o procedimento simplificado de importação, feito através de formulário próprio da Receita Federal, podendo ser feito com ou sem registro no SISCOMEX nas situações previstas nos artigos 4º e 31º da instrução normativa 611/06. Entre as operações possíveis de serem realizadas por meio de DSI, encontram-se amostras sem valor comercial, mercadorias cujo valor total seja igual ou inferior a US$ 500.00, importações realizadas por representações diplomáticas e livros e documentos sem finalidade comercial.